# Mendelejevsk
Mendelejevsk (Russisch: Менделеевск; Tataars: Менделеев; Mendelejev) is een stad in de Russische autonome republiek Tatarije. De stad ligt aan de rivier de Tojma (Тойма) (stroomgebied van de Kama), 238 km ten oosten van Kazan.
De nederzetting Bondjoezjsk (Бондюжск) ontwikkelde zich rond een chemische fabriek, gesticht in 1868. De stadsstatus en huidige naam werden in 1967 verkregen.
Op 7 km van Mendelejevsk ligt het spoorwegstation Tichonovo (Тихоново).
| 1939  | 1959   | 1979   | 1989   | 2002   |
| ----- | ------ | ------ | ------ | ------ |
| 8.500 | 11.200 | 13.800 | 18.085 | 22.027 |

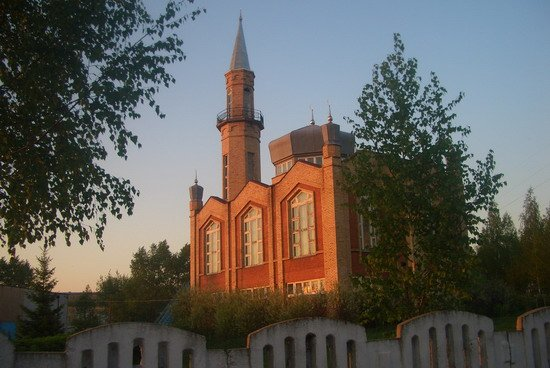
Tanmoskee
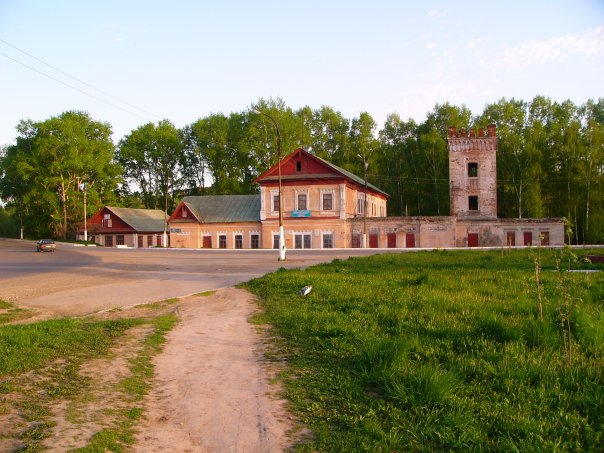
Streekmuseum

Bestuurlijk centrum: Kazan

Agryz · Almetjevsk · Aznakajevo · Bavly · Boegoelma · Boeinsk · Bolgar · Jelaboega · Laisjevo · Leninogorsk · Mamadysj · Mendelejevsk · Menzelinsk · Naberezjnye Tsjelny · Nizjnekamsk · Noerlat · Tetjoesji · Tsjistopol · Zainsk · Zelenodolsk